# 조의록

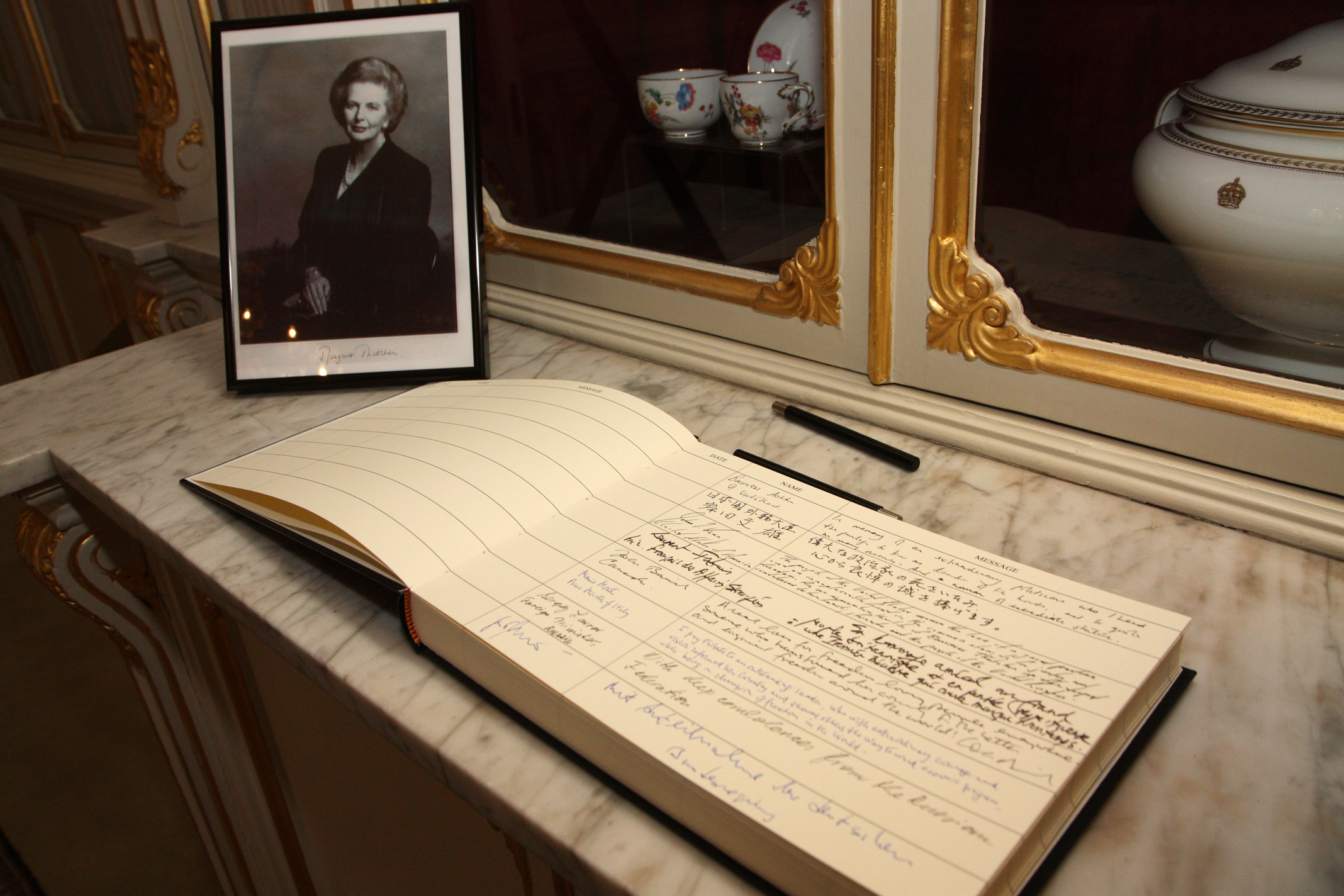
방문한 G8 외교부 장관들이 서명한 마거릿 대처 전 총리를 위한 조의록

조의록 또는 애도록은 죽음이나 큰 비극이 발생한 후 사람들이 애도를 기록할 수 있는 책이다.
주요 인물 사망 또는 큰 재난 발생 후, 일반 대중이 사용할 수 있도록 공공장소에 조의록이 비치된다. 기록이 끝나면 조의록은 고인의 유족에게 전달되거나 보관된다. 조의록을 검토하는 것은 슬픔에 잠긴 유족이 상실의 현실을 받아들이는 데 도움이 될 수 있다.
특히 주목할 만한 사망 사건 후에는 애도에 대한 공식 기록이 편집되어 재인쇄될 수 있다. 예를 들어, 에이브러햄 링컨 암살 사건 이후, 1867년에 정부 인쇄국은 가죽 장정의 금박 테두리 공식 애도록을 출판했다.
이제 사람들이 온라인으로 생각을 작성할 수 있도록 디지털 조의록이 인터넷에 게시된다.

## 같이 보기
- 추모록
- 율로지
- 비탄
- 기념물
- 조공